# Gérard Hausser
Gérard Hausser (Strasburgo, 28 ottobre 1941) è un ex calciatore francese, di ruolo attaccante.

## Carriera
Ha giocato nel RC Strasburgo (1960-1967), Karlsruher (1967-1968), Metz (1968-1971), di nuovo Strasburgo (1971-1974) e Pierrots Vauban (1974-1975, senza scendere mai in campo). Con la nazionale francese ha segnato 2 reti in 14 partite tra il 1965 e il 1966. Ha giocato i mondiali del 1966 segnando una rete.